# 安中バイパス
安中バイパス（あんなかバイパス）は、群馬県安中市の、久芳橋の熊谷・高崎方面から小諸・松井田方面に向かって4kmほどの国道18号のバイパスである。

## 概要
- 起点：群馬県安中市中宿
- 終点：群馬県安中市安中（安中総合学園高校交差点）
- 全長：3.7km
- 車線：2車線（一部4車線）
- 開通：1968年（昭和43年）

## 当バイパスの計画
現在の群馬県道125号一本木平小井戸安中線が国道18号であったころに、国道18号のバイパス道路として事業が行われ、1968年に完成した道路である。バイパス道路完成により、現在の群馬県道125号一本木平小井戸安中線の区間が、国道から県道に降格し、同区間はバイパス道路が現道となった。
現在では後年の高崎安中拡幅によって新設された安中市板鼻板鼻下町交差点-安中市郷原群馬県道125号一本木平小井戸安中線との交点間の新バイパスが現地標識などで「安中バイパス」と案内されているほか、地図によっては、従来の安中バイパスと高崎安中拡幅のバイパス双方が安中バイパスと表現されており、また双方の区間に「安中バイパス店」と称する店舗が各々所在している。

## 地理
- 安中駅
- 碓氷川
  - 久芳橋
- 安中市役所
- 群馬県立安中総合学園高等学校

## 交差する道路
- 上側が起点側、下側が終点側。左側が上り側、右側が下り側。

| 交差する道路                                          | 交差する道路                                 | 交差する場所                        | 高崎から (km) |
| ----------------------------------------------------- | -------------------------------------------- | ----------------------------------- | ------------- |
| 国道18号（高崎安中拡幅区間） 熊谷・高崎方面           |                                              |                                     |               |
| 県道171号吉井安中線                                   | 県道217号松井田中宿線                        | 安中駅入口                          | 11.0          |
| -                                                     | 県道125号一本木平小井戸安中線                | 下野尻                              | 11.6          |
| 県道211号安中榛名湖線                                 | 県道211号安中榛名湖線                        | 城下                                | 12.3          |
| 西毛広域幹線道路（群馬県道132号下里見安中線バイパス） | （西毛広域幹線道路安中富岡工区として事業中） | 安中市役所入口                      |               |
| 県道48号下仁田安中倉渕線                              | 県道48号下仁田安中倉渕線                     | 高別当                              | 14.1          |
| 県道48号下仁田安中倉渕線〈旧中山道〉                  | 県道48号下仁田安中倉渕線〈旧中山道〉         | 安中総合学園高校（旧安中実業高校※） | 14.7          |
| 国道18号 小諸・松井田方面                             |                                              |                                     |               |

※ 安中実業高校は2008年3月1日に閉校。